# Pilophorus confusus
Pilophorus confusus är en insektsart som beskrevs av Carl Ludwig Kirschbaum 1856. Pilophorus confusus ingår i släktet Pilophorus och familjen ängsskinnbaggar. Enligt den finländska rödlistan är arten nationellt utdöd i Finland. Arten är reproducerande i Sverige. Artens livsmiljö är skogar. Inga underarter finns listade i Catalogue of Life.